# Bureau du Conseil privé (Royaume-Uni)
Pour les articles homonymes, voir Bureau du Conseil privé.
Le bureau du Conseil privé (Privy Council Office) est une administration gouvernementale britannique qui fournit l’assistance de secrétariat et administrative au lord président du Conseil privé. Le chef du bureau est le greffier du Conseil privé (Clerk of the Privy Council), qui est le fonctionnaire civil le plus ancien du gouvernement.